# Pyrgospira candace
Pyrgospira candace é uma espécie de gastrópode do gênero Pyrgospira, pertencente a família Pseudomelatomidae.